# 尾上菊次郎 (3代目)
三代目尾上菊次郎（さんだいめ おのえきくじろう、1882年10月10日 - 1919年8月27日）は、歌舞伎役者。本名:岡田幸次郎、俳名:鶯友、梅花、屋号:音羽屋、紋：向い菊・裏菊菱。

## 略歴・芸風
東京麹町の生まれ、父は岡田常次郎。父親は大衆雑誌の出版をしていた。五代目尾上菊五郎の門下。12歳で尾上梅次郎の名で初舞台。1905年（明治38年）4月、名題に昇進し歌舞伎座つ八代目尾上芙雀を襲名。1915年（大正4年）4月、市村座での『助六曲輪菊』の揚巻で三代目尾上菊次郎を襲名。六代目尾上菊五郎の女房役者として活躍。台詞に癖があったが色気のある芸で立女方や世話物などを得意とした。1919年（大正8年）8月、帝国劇場『怪異談牡丹灯篭』でおみね役に出演終了後、7月から患っていた風邪が悪化し急逝した。これからの大成が期待される矢先の死は関係者を残念がらせた。
当り役は『義経千本桜・すし屋』のお里・『怪異談牡丹燈籠』のおみね・「伽羅先代萩」の政岡・『天衣紛上野初花』の三千歳。

## 名優の女房役者として
二代目市川左團次における二代目市川松蔦や初代中村鴈治郎における三代目中村梅玉・初代中村魁車らと同様、名優の女房役者として菊五郎を支えた。まず、自身が菊五郎よりも二つ年長にもかかわらず、それを隠し通して二歳年下で通した。そうすれば、菊五郎の情が深くなるという理由からである。これについて菊五郎は「これは、私などに対して、二つでも年を若くしたいと思ふところから、さういふ嘘を吐いてゐたものらしいが、私はその用意がうれしくてたまりません。」と述懐している。
また、三千歳を演じた時は、菊次郎は厳寒の中冷水に手を入れて、舞台で菊五郎の直侍に手を握らせ、菊五郎がいとおしさに思わず菊次郎を抱きしめたという伝説を持つ。
「牡丹灯籠」上演時での菊次郎の死は菊五郎に大きな衝撃を与え、同じ舞台で共演した四代目河原崎國太郎も急死したこともあって、菊五郎は爾来「牡丹灯籠」を演じることはなかった。